# Descargamaría
Descargamaría est une commune de la province de Cáceres dans la communauté autonome d'Estrémadure en Espagne.

## Démographie
Évolution démographique de la commune :